# Futebol do Chile
O futebol é o esporte  mais popular do Chile, porém este não possui muita tradição no cenário mundial. A Seleção Chilena disputou nove vezes a Copa do Mundo, a mais recente em 2014 (em 1994, a seleção foi banida do torneio) e sua melhor classificação foi um terceiro lugar. Da Copa América a seleção chilena participou várias vezes e suas melhores participações ocorreram em 1955, 1956, 1979 e 1987, quando foi vice-campeão. O Chile organizou uma Copa do Mundo, em 1962, e sete edições da Copa América  onde se consagrou campeão pela primeira vez em 2015, além de ter sido o campeão de uma edição extra referente aos 100 anos da CONMEBOL, duas vezes em cima da Argentina de Lionel Messi.

## Clubes destacados
São apontados como "Los tres grandes del fútbol chileno", Colo-Colo, Universidad de Chile e Universidad Católica, os maiores campeões nacionais e que representam cerca de 77% dos torcedores.
No cômputo geral, as equipes do Chile já conquistaram em uma oportunidade o título da Copa Libertadores, o que aconteceu em 1991, com o Colo-Colo, e já teve vice-campeões em cinco temporadas, com o mesmo Colo-Colo, além de Cobreloa por duas vezes, Unión Española e Universidad Católica.
Na segunda competição mais importante do continente (que já variou entre Supercopa da Libertadores, Copa CONMEBOL, Copa Mercosul e atualmente Copa Sul-americana), os clube chilenos conquistaram um campeonato com Universidad de Chile (a Copa Sul-Americana de 2011), e um vice-campeonato em 2006 com o Colo-Colo.
Na Copa Interamericana, que agregava os vencedores da Copa Libertadores e da Copa dos Campeões da CONCACAF, o Chile obteve dois títulos, um com o Colo-Colo, em 1991, e outro com a Universidad Católica, em 1993, tendo esta substituído o campeão daquele ano, o brasileiro São Paulo.
O Colo-Colo também é o maior campeão do Campeonato Chileno até 2023, com 33 títulos. Os clubes que se seguem em número de títulos são a Universidad de Chile com 18 títulos, a Universidad Católica com 16, o Cobreloa com 8, a Unión Española com 7, além de outros nove clubes já campeões chilenos pelo menos uma vez.